# Mistrzostwa Ameryki Południowej w Piłce Siatkowej Mężczyzn 2023
XXXV Mistrzostwa Ameryki Południowej w Piłce Siatkowej Mężczyzn odbyły się w brazylijskim Recife pomiędzy 26 a 30 sierpnia 2023 roku. Turniej pełnił dodatkową rolę kwalifikacji do Mistrzostw Świata 2025.
Tytułu sprzed dwóch lat broniła reprezentacja Brazylii. Tytuł mistrzowski po raz drugi w historii zdobyła Argentyna, srebro zdobyła Brazylia, a brąz - Kolumbia.

## System rozgrywek
W turnieju pięć drużyn rozegrało ze sobą po jednym meczu systemem kołowym. Pozycja każdej reprezentacji po zakończeniu fazy grupowej była jednocześnie pozycją w końcowej klasyfikacji.
Za zwycięstwo drużyna otrzymywała 3 punkty (3:0 lub 3:1) lub 2 punkty (3:2), a za porażkę 1 punkt (2:3) lub 0 punktów (1:3 lub 0:3).
O kolejności w tabeli decydowały kolejno: 
- liczba wygranych meczów,
- liczba punktów,
- stosunek setów,
- stosunek małych punktów
- wynik meczów bezpośrednich.

Mistrz, Wicemistrz i brązowy medalista Mistrzostw Ameryki Południowej otrzymał kwalifikację na Mistrzostwa Świata 2025.

## Drużyny uczestniczące
- Argentyna
- Brazylia
- Chile
- Kolumbia
- Peru

## Rozgrywki
| Lp. | Drużyna   | Mecze | Mecze   | Mecze   | Pkt | Sety | Sety | Sety   | Małe punkty | Małe punkty | Małe punkty |
| Lp. | Drużyna   | M     | W (3:2) | P (2:3) | Pkt | wyg. | prz. | ratio  | zdob.       | str.        | ratio       |
| --- | --------- | ----- | ------- | ------- | --- | ---- | ---- | ------ | ----------- | ----------- | ----------- |
| 1   | Argentyna | 4     | 4 (0)   | 0 (0)   | 12  | 12   | 1    | 12.000 | 324         | 243         | 1.333       |
| 2   | Brazylia  | 4     | 3 (0)   | 1 (0)   | 9   | 9    | 3    | 3.000  | 294         | 232         | 1.267       |
| 3   | Kolumbia  | 4     | 2 (1)   | 2 (0)   | 5   | 6    | 9    | 0.667  | 302         | 344         | 0.878       |
| 4   | Chile     | 4     | 1 (0)   | 3 (1)   | 4   | 5    | 10   | 0.500  | 316         | 332         | 0.952       |
| 5   | Peru      | 4     | 0 (0)   | 4 (0)   | 0   | 3    | 12   | 0.250  | 277         | 362         | 0.765       |

Źródło: live.app.fivb.com
Punktacja: 3:0 i 3:1 – 3 pkt; 3:2 – 2 pkt; 2:3 – 1 pkt; 1:3 i 0:3 – 0 pkt
Zasady ustalania kolejności: 1. liczba zwycięstw; 2. liczba punktów; 3. stosunek setów; 4. stosunek małych punktów; 5. bilans w bezpośrednich meczach
| Data       | Godz. | Drużyna 1 | Wynik | Drużyna 2 | 1     | 2     | 3     | 4     | 5     | Widzów | *  |
| ---------- | ----- | --------- | ----- | --------- | ----- | ----- | ----- | ----- | ----- | ------ | -- |
| 26.08.2023 | 18:00 | Argentyna | 3:0   | Kolumbia  | 25:16 | 25:15 | 25:22 |       |       |        | 1  |
| 26.08.2023 | 20:30 | Brazylia  | 3:0   | Peru      | 25:18 | 25:18 | 25:11 |       |       |        | 2  |
|            |       |           |       |           |       |       |       |       |       |        |    |
| 27.08.2023 | 17:00 | Peru      | 1:3   | Kolumbia  | 25:19 | 19:25 | 17:25 | 22:25 |       |        | 5  |
| 27.08.2023 | 19:30 | Brazylia  | 3:0   | Chile     | 25:17 | 25:18 | 25:19 |       |       |        | 6  |
|            |       |           |       |           |       |       |       |       |       |        |    |
| 28.08.2023 | 18:00 | Chile     | 0:3   | Argentyna | 19:25 | 20:25 | 15:25 |       |       |        | 3  |
| 28.08.2023 | 20:30 | Kolumbia  | 0:3   | Brazylia  | 15:25 | 24:26 | 13:25 |       |       |        | 4  |
|            |       |           |       |           |       |       |       |       |       |        |    |
| 29.08.2023 | 18:00 | Peru      | 1:3   | Argentyna | 16:25 | 25:20 | 9:25  | 18:25 |       |        | 7  |
| 29.08.2023 | 20:30 | Kolumbia  | 3:2   | Chile     | 20:25 | 27:25 | 16:25 | 25:23 | 15:12 |        | 8  |
|            |       |           |       |           |       |       |       |       |       |        |    |
| 30.08.2023 | 18:00 | Chile     | 3:1   | Peru      | 25:17 | 23:25 | 25:16 | 25:21 |       |        | 9  |
| 30.08.2023 | 20:30 | Brazylia  | 0:3   | Argentyna | 19:25 | 27:29 | 22:25 |       |       |        | 10 |

## Klasyfikacja końcowa
| Miejsce | Reprezentacja | Uwagi                            |
| ------- | ------------- | -------------------------------- |
| złoto   | Argentyna     | Awans na Mistrzostwa Świata 2025 |
| srebro  | Brazylia      | Awans na Mistrzostwa Świata 2025 |
| brąz    | Kolumbia      | Awans na Mistrzostwa Świata 2025 |
| 4.      | Chile         |                                  |
| 5.      | Peru          |                                  |

## Nagrody indywidualne
| MVP              | Najlepszy atakujący | Najlepsi przyjmujący                  | Najlepsi środkowi           | Najlepszy rozgrywający | Najlepszy libero |
| ---------------- | ------------------- | ------------------------------------- | --------------------------- | ---------------------- | ---------------- |
| Luciano Vicentín | Alan Souza          | Ricardo Lucarelli Vicente Parraguirre | Nicolás Zerba Daniel Aponza | Luciano De Cecco       | Thales Hoss      |

## Źródła
- Podsumowanie turnieju na oficjalnej stronie CSV. voleysur.org. [dostęp 2023-09-05]. (hiszp.).